# 청각피질

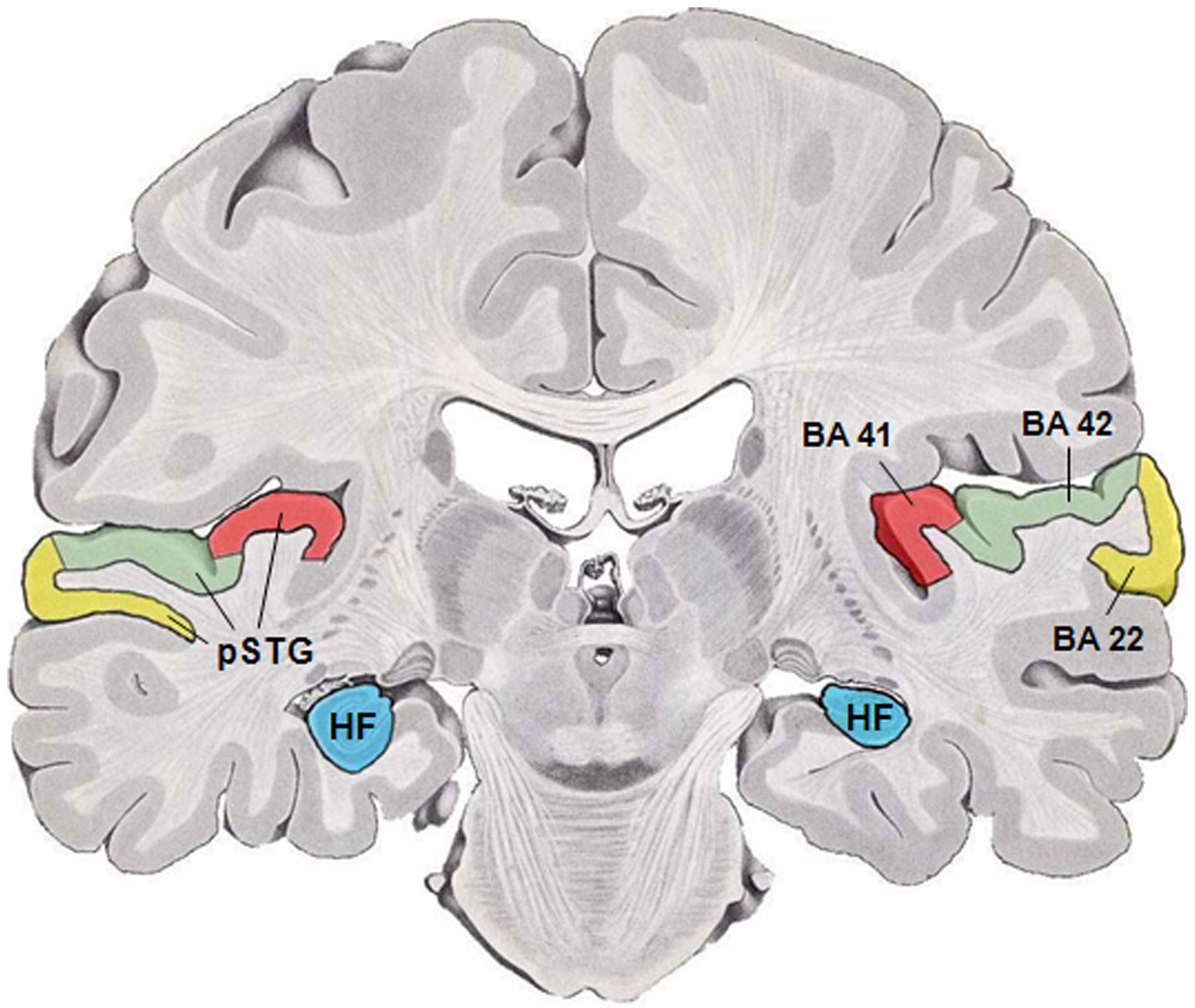
인간 뇌의 관상면 단면도. BA41(빨간색)과 BA42(녹색)는 청각 피질. BA22(노란색)는 브로드만 영역 22, HF(파란색)는 해마체, pSTG는 뒤쪽 상측두이랑.

청각 피질은 인간과 여러 척추동물에서 청각 정보를 처리하는 측두엽의 일부이다. 청각계의 일부로서 기본적인 청각 기능뿐만 아니라 언어 전환과 같은 고차원적 기능도 수행한다. 인간의 경우, 청각 피질은 양쪽 측두엽 상부에 위치하며, 측두엽의 내측 표면으로 곡선을 그리며 가쪽고랑(lateral sulcus) 안쪽에 자리 잡고 있다. 이 영역은 가로측두이랑, 위측두이랑, 측두면(planum temporale) 등을 포함하며, 대략적으로 브로드만 영역 41번, 42번, 22번 일부에 해당한다.
청각 피질은 귀로부터 전달된 소리 정보의 시간과 주파수 성분을 분석한다. 그런 다음 이 정보를 필터링하여 음성 처리의 이중 경로에 전달한다. 이 부위가 손상되면 청각과 관련된 기능이 망가지는데, 예를 들어, 달팽이핵보다 위쪽의 청각 경로 부위에서 한쪽 피질이 파괴되면 경미한 청력 손실이 발생하지만, 양쪽 피질이 파괴되면 피질성 난청이 나타난다.

## 구조
청각 피질은 과거에 일차 피질(A1), 이차 피질(A2), 그리고 추가적인 연합 영역으로 나뉘었다. 현대적인 분류에서는 청각 피질을 코어(core, A1 포함), 벨트(belt, A2), 그리고 패러벨트(parabelt, A3)로 구분한다. 벨트는 코어 주변의 바로 인접한 영역이며, 패러벨트는 벨트의 가쪽에 위치한다.
청각 피질은 귀에서 입력받은 소리를 청각계를 거쳐 전달받는데, 다시 청각계의 하부 영역에도 신호를 전달하는 등 대뇌 피질의 다른 부분들과도 상호 연결되어 있다. 코어(A1)는 달팽이관의 첨부(apex)와 기저(base)에 해당하는 저주파수에서 고주파수까지를 맵핑하는 구조적인 음정지도(tonotopy)를 보존한다.
청각 피질에 관한 정보는 주로 쥐, 고양이, 마카크 원숭이 등 동물 실험을 통해 얻어졌다. 인간의 경우, 청각 피질의 구조와 기능은 기능적 자기공명영상(fMRI), 뇌전도(EEG), 뇌피질전도(ECoG) 등을 통해 연구되었다.

### 발달
신피질의 많은 영역과 마찬가지로, 성체의 일차 청각 피질(A1)의 기능적 특성은 생애 초기 경험한 소리에 크게 의존한다. 이 현상은 특히 고양이와 쥐와 같은 모델 생물을 통해 잘 연구되었다. 쥐의 경우, 생후 11일(P11)에서 13일(P13) 동안 특정 주파수에 노출되면, A1 내에서 해당 주파수의 표현 영역이 2배로 확장된다. 이 변화는 평생 유지되며, 또한 이 기간에 특이적이어서 이 기간 외의 동일한 주파수 노출은 A1의 음정지도에 지속적인 변화를 일으키지 않는다.
인간에서는 성별간 차이가 청각 피질 내에서 나타난다. 특히 베르니케 영역을 포함하는 측두면(planum temporale)에서 남성과 여성 간의 차이가 관찰되었다. 남성의 측두면은 평균적으로 더 큰 부피를 가지는 경향이 있으며, 이는 성호르몬과 비대칭적 뇌 발달 간의 상호작용에 대한 이전 연구 결과와 일치한다.

## 기능
다른 일차 감각 피질 영역과 마찬가지로, 청각은 피질 영역에 도달하고 처리되어야 비로소 인지된다. 이러한 증거는 뇌종양이나 뇌졸중으로 인해 피질 영역에 손상을 입은 환자에 대한 연구, 또는 외과적 병변이나 기타 방법으로 피질 영역을 비활성화한 동물 실험에서 얻을 수 있다. 인간에서 청각 피질 손상은 소리에 대한 인식 상실로 이어지지만, 반사적으로 소리에 반응하는 능력은 유지된다. 이는 피질에 도달하기 이전인 청각 뇌줄기와 중뇌에서 상당한 정보 처리가 이루어지기 때문이다.
청각 피질의 뉴런은 특정 주파수의 소리에 가장 잘 반응하는 방식으로 조직되어 있다. 청각 피질의 한쪽 끝 뉴런은 저주파수에, 다른 쪽 끝의 뉴런은 고주파수에 가장 잘 반응한다. 청각 피질에는 시각 피질처럼 여러 영역이 존재하며, 이러한 영역은 해부학적으로 구분될 뿐 아니라 완전한 음정지도를 포함한다는 점에서 구분된다. 음정지도는 달팽이관이 소리 주파수에 따라 배열된다는 사실을 반영하는 것으로 추정된다.
청각 피질은 청각 객체를 식별하고 분리하거나, 소리의 위치를 공간에서 파악하는 작업과 같은 과제를 수행한다. 예를 들어, A1은 복잡하고 추상적인 청각 자극을 인코딩하지만, 주파수 내용, 특정 소리의 존재, 또는 그 반향과 같은 "원시적" 요소는 인코딩하지 않는 것으로 밝혀졌다.
뇌 스캔 연구에 따르면, 청각 피질의 주변부는 음높이를 식별하려 할 때 활성화된다. 개별 세포는 특정 주파수 또는 그 주파수의 배수에 해당하는 소리에 일관되게 흥분하는 반응을 보인다.
다만 이처럼 중요한 역할을 한다는 결과가 여럿 있으면서도, 그 기능은 여전히 구체적이거나 명확히 규명되지 않았다. 청각 정보가 피질로 전달될 때 정확히 어떤 과정이 일어나는지 역시 불분명하다. 또한 개체마다 청각 피질은 상당한 변이를 보인다. 영국 생물학자 제임스 비먼트(James Beament)는 이에 대해 "피질이 너무 복잡하여 원칙적으로 이해하는 것 이상을 기대하기 어려우며, 이미 확보한 증거에 따르면 두 사람의 피질이 정확히 동일하게 작동하지 않는다"고 적었다.
듣는 과정에서 여러 종류의 소리가 동시에 전달된다. 청각 시스템의 역할은 이러한 소리 구성 요소 중 어떤 것이 하나의 소리로 연결되는지를 결정하는 것이다. 많은 이들이 이러한 연결이 소리의 위치를 기반으로 이루어진다고 추정한다. 청각 피질은 기본 요소에 기반해 각 소리를 그룹화한다. 음악의 경우, 이러한 기본 요소에는 화음, 타이밍, 음높이 등이 있다.
일차 청각 피질은 측두엽의 상측두이랑에 위치하며, 가쪽고랑(lateral sulcus)과 가로측두이랑(transverse temporal gyri, Heschl's gyrus)으로 확장된다. 소리의 최종 처리는 인간 대뇌 피질의 두정엽과 전두엽에서 이루어진다. 동물 연구에 따르면, 대뇌 피질의 청각 영역은 시상으로부터 상행성 입력을 받고, 같은 대뇌 반구와 반대쪽 대뇌 반구와도 상호 연결되어 있다.
청각 피질은 구조와 기능 면에서 서로 다른 여러 영역으로 구성되어 있다. 이러한 영역의 수는 종에 따라 다양하며, 설치류에서는 2개로 최소화되어 있지만, 붉은털원숭이에서는 최대 15개까지 존재한다. 인간 청각 피질의 영역 수, 위치, 조직에 대해서는 현재까지 정확히 알려져 있지 않다. 인간 청각 피질에 대한 지식은 주로 포유류, 특히 영장류를 대상으로 한 연구에서 얻은 데이터를 바탕으로, 인간 뇌의 전기생리학적 검사와 기능적 영상 연구를 해석하여 얻어진 것이다.
교향악단이나 재즈 밴드의 각 악기가 동일한 음을 연주할 때, 소리의 음색과 파형은 서로 다르지만 사람들은 이를 동일한 음높이로 인식한다. 이는 뇌의 청각 피질 뉴런이 음높이에 반응할 수 있기 때문이다. 마모셋원숭이에 대한 연구에 따르면, 음높이에 선택적으로 반응하는 뉴런은 일차 청각 피질의 앞가쪽 경계 근처의 피질 영역에 위치한다. 이와 유사한 음높이 선택 영역은 인간의 기능적 영상 연구에서도 확인되었다.
일차 청각 피질은 노르에피네프린을 포함한 다양한 신경전달물질에 의해 조절된다. 노르에피네프린은 측두엽 피질의 모든 층에서 세포의 흥분성을 감소시키는 것으로 나타났다. 특히, α1-아드레날린 수용체가 노르에피네프린에 의해 활성화되면, AMPA 수용체에서의 글루탐산성 흥분성 시냅스 후 전위를 감소시킨다.